# Aero Davinci Internacional
Aero Davinci Internacional S.A. de C.V. es una compañía aérea con sede en Reynosa, Tamaulipas, México. Ha estado en operación desde 1997 y opera el servicio de taxi aéreo, además de servicios de carga y charter.

## Flota
La aerolínea cuenta con 35 aeronaves regionales:
- Fairchild Swearingen Metroliner